# Меренра I
Меренра I — фараон Древнего Египта, правивший приблизительно в 2285 — 2279 годах до н. э., из VI династии.
Меренра был старшим сыном Пиопи I, из оставшихся в живых на момент смерти последнего, и внуком первого древнеегипетского визиря-женщины Небет. Он был сыном царицы Анхнесмерира II, на которой Пиопи женился уже во второй половине своего царствования. Вероятно, он некоторое время был соправителем своего отца Пиопи I.

## Царствование

### Продолжительность правления фараона

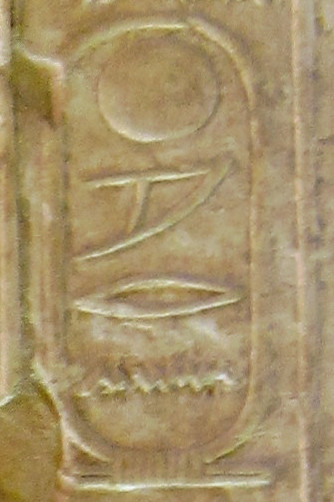
Картуш Меренра I в Абидосском списке фараонов (№ 37)

Туринский папирус отводит правлению Меренра целых 44 года, что вряд ли является достоверным. Приписывание ему такого количества лет Туринским списком произошло, вероятно, из-за неправильного восстановления документа или даже ошибки древних переписчиков, спутавших имена Меренра и Пиопи I, тронным именем которого было Мерира. Надо также учесть, что список в том месте, где должно значится имя Меренра, плохо сохранился и практически не читаем, можно разобрать только года правления, да и то с трудом. Вывод, что года относятся именно к фараону Меренра I, делается лишь на основе местоположения фараона Меренра в порядке следования фараонов VI династии, известного из Абидосского и Саккарского списков.
Некоторые исследователи видят там не 44 года, а всего 14, но и такое количество лет, вероятно, слишком велико для этого фараона, если только не учитывать, что он какое-то время мог быть соправителем своего отца. В настоящее время принято считать, что единоличное правление Меренра I, вряд ли могло быть более 5 — 7 лет. В пользу данного срока косвенно свидетельствует и устоявшаяся традиция, приписывающая его брату Пиопи II наследование престола в 6-летнем возрасте. Манефон также сообщает, что этот фараон, которого он называет Mетусуфисом, правил 7 лет.
У Меренра I была дочь Ипут II, но имя матери этого ребёнка не известно.

### Продолжение покорения Нубии

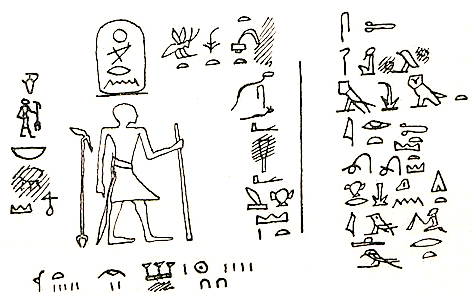
Наскальная надпись возле Асуана, показывающая царя Меренру I, принимающего покорность вождей Нижней Нубии

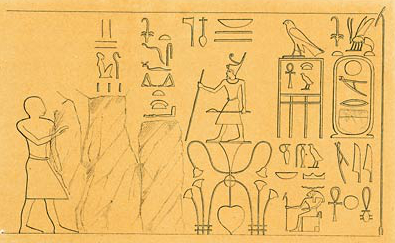
Наскальная надпись возле Асуана, показывающая царя Меренру I, принимающего покорность вождей Нижней Нубии

Меренра продолжал движение на юг, начатое в правление его отца, инкорпорируя новые земли в Северной Нубии, откуда в Египет поступали золото, страусовые перья, шкуры пантер, слоновая кость и чёрное дерево. С этой целью военачальник Уна был назначен «Начальником Юга». Элефантинским князьям была поручена защита Египта от беспокойных племён Северной Нубии. Глава правившего в Элефантине семейства носил титул «Хранитель врат юга». В их руках данная местность сделалась настолько безопасной, что когда Меренра отправил Уну в гранитные каменоломни в область Ибхат (выше вторых порогов), чтобы добыть саркофаг и красивую облицовку для своей пирамиды, то вельможа мог исполнить это поручение с одним только военным судном — событие до этого небывалое. Затем Меренра поручил Уне установить непрерывное водное сообщение с гранитными каменоломнями в обход первых порогов, что тот и выполнил посредством пяти каналов.
После умершего Уны «начальником Юга» был назначен номарх Элефантины Хуфхор. В своей гробнице в скалах возле Сиены (Асуана), Хуфхор высек отчёт о том, как Меренра трижды посылал его во главе экспедиции в отдалённый Иам (лежащий, по-видимому, около третьих порогов). Третья экспедиция была самой успешной: вождь Иама выказал полное повиновение. На обратном пути Хуфхор получил дань от вождей Ирерчета, Сечу и Уауата (Северная Нубия).

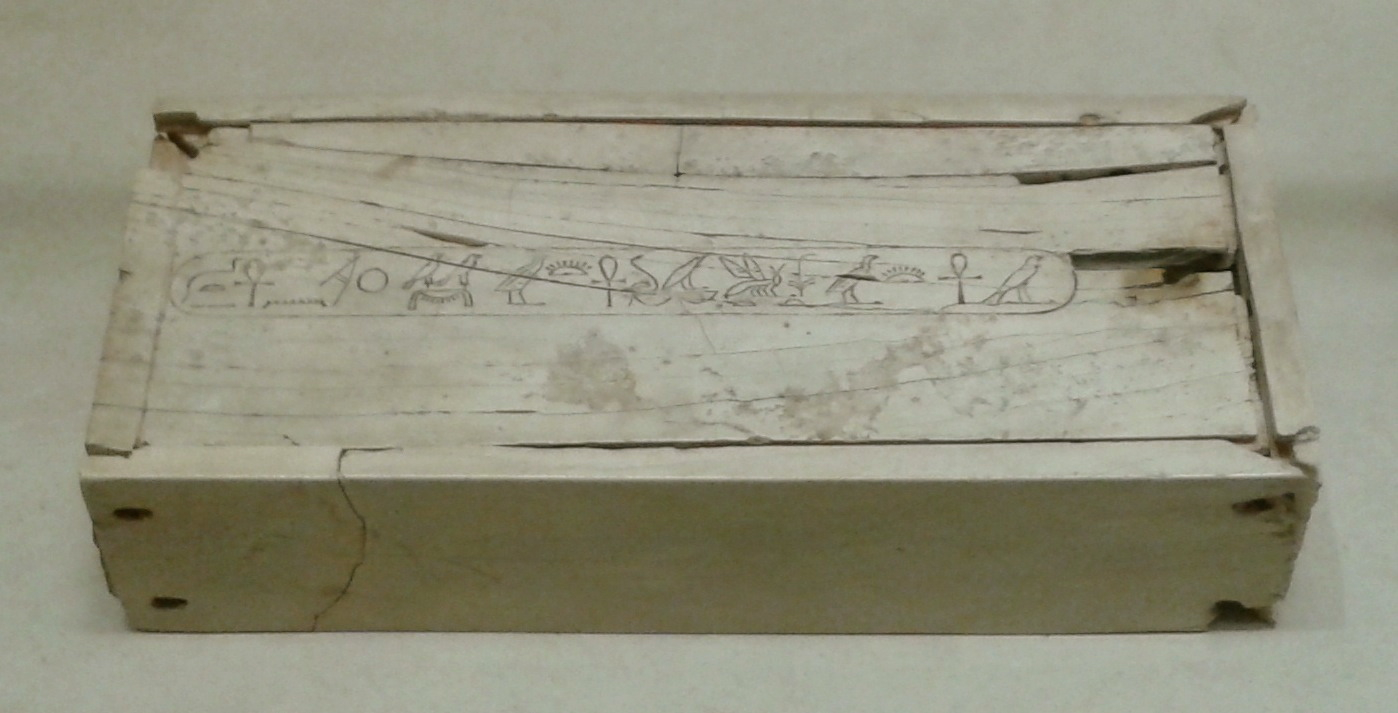
Шкатулка из слоновой кости с именем Меренра I на крышке. Музей Лувра

Северная Нубия была в эту эпоху уже настолько замирена, что фараон Меренра мог лично прибыть на южную границу Египта и принять выражение верности от вождей племён маджаев, уауат и иертет. На это крупное политическое событие указывает рельеф и две надписи, высеченные на скале в районе первого порога на восточном берегу Нила, против острова эль-Хессе. Фараон изображён опирающимся на посох и принимающим этих правителей. Первая надпись гласит: «Царь Верхнего и Нижнего Египта Меренра, любимый Хнумом, владыкой порога. Прибытие самого царя, стоящего позади горной страны, в то время как вожди маджаев, иертет и уауат выражают [ему] покорность и воздают великую хвалу». Вторая надпись сообщает: «Прибытие царя самого, появление за холмами пустыни, чтобы он мог увидеть [всё] то, что среди этих холмов». Указана и дата —«год 5, второй месяц сезона Шему, день 28-й».

### Имена фараона
Личным именем этого фараона было Немтиемсаф, «Немти — его защита», которое Манефон передаёт в форме Метусуф(ис). Вступив на престол он принял тронное имя Меренра, «Любимый солнечным богом Ра», к которому был добавлен уже ставший привычным титул «Сын солнечного бога». В качестве Хорового имени и Небти имени его звали Анх-хау, «Живущий в своём восшествии». Меренра совершенно не пользовался и, видимо, не разрешал пользоваться своим личным именем Немтиемсаф, которое он употребил со своим тронным именем Меренра только в своей пирамиде, в текстах, не предназначенных для постороннего глаза. Между тем его личное имя знал Манефон, у которого он назван Mетусуфисом (др.-греч. Μετεσοΰφις). 
| G5 |

| G5 |

| S34 | N28 | G43 |

| S34 | N28 | G43 |

| G16 |

| G16 |

| S34 | N28 | G43 |

| S34 | N28 | G43 |

| G8 |

| G8 |

| G7 · G7 · S12 |

| G7 · G7 · S12 |

| G5s · G5s · S12 |

| G5s · G5s · S12 |

| nswt&bity |

| nswt&bity |

| N5 | U6 | D21 · N35 |

| N5 | U6 | D21 · N35 |

| N5 | U6 | D21 · N35 |

| N5 | U6 | D21 · N35 |

| N5 | U6 | D21 · N35 |

| N5 | U6 | D21 · N35 |

| N5 | U6 | D21 · N35 |

| N5 | U6 | D21 · N35 |

| G39 | N5 |

| G39 | N5 |

| G7A | G17 | V18 | I9 |

| G7A | G17 | V18 | I9 |

| G7A | G17 | V18 | I9 |

| G7A | G17 | V18 | I9 |

| G7A | G17 | V18 | I9 |

| G7A | G17 | V18 | I9 |

| G7A | G17 | V18 | I9 |

| G7A | G17 | V18 | I9 |

## Заупокойный комплекс Меренра

### Пирамида

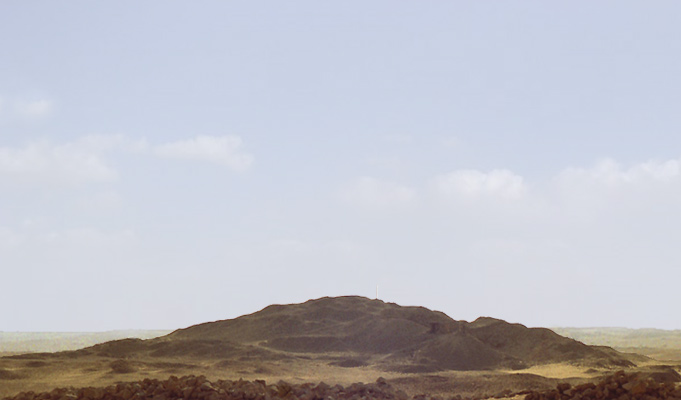
Современное состояние пирамиды Меренра

Свою пирамиду Меренра построил в Саккара в 450 метрах к юго-западу от пирамиды своего отца Пиопи I. Пирамида, получившая название Ха-нофер Меренра (то есть «Меренра сияет и прекрасен» или «Является и милостив Меренра»), имела основание 78,75 × 78,75 м и высоту 52,5 метра, что к тому времени стало стандартными размерами. Она сохранилась лучше, чем пирамида Пиопи I; её высота в настоящий момент не превышает 26 м.

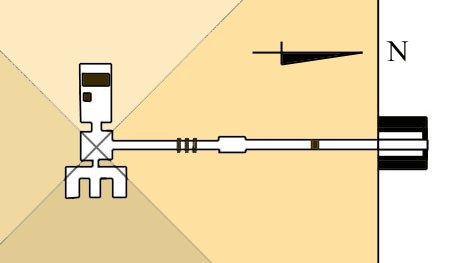
План внутренних покоев пирамиды Меренра

Подземные покои пирамиды Меренра имеют схожее расположение с внутренними камерами монумента его отца. Вход находится на уровне земли в центре северной стороны пирамиды, где были найдены угловые камни входной молельни. Пологий проход ведёт в небольшой вестибюль и горизонтальный коридор, заблокированный тремя гранитными опускаемыми плитами. В древние времена грабители проникли в пирамиду, проложив туннель вокруг каменных плит. Далее коридор ведёт в предкамеру, расположенную в центре пирамиды, с восточной стороны которой находилась камера со статуями в нишах — сердаб, а с западной — сводчатая погребальная камера. Потолок погребальной камеры был украшен белыми звёздами на чёрном фоне. Западная стена имела цветной рельеф с мотивом из тростниковых хижин, а среди обломков было найдено много фрагментов Текстов пирамид, которые, по мнению египтологов, мало чем отличаются от текстов пирамиды Пиопи I.

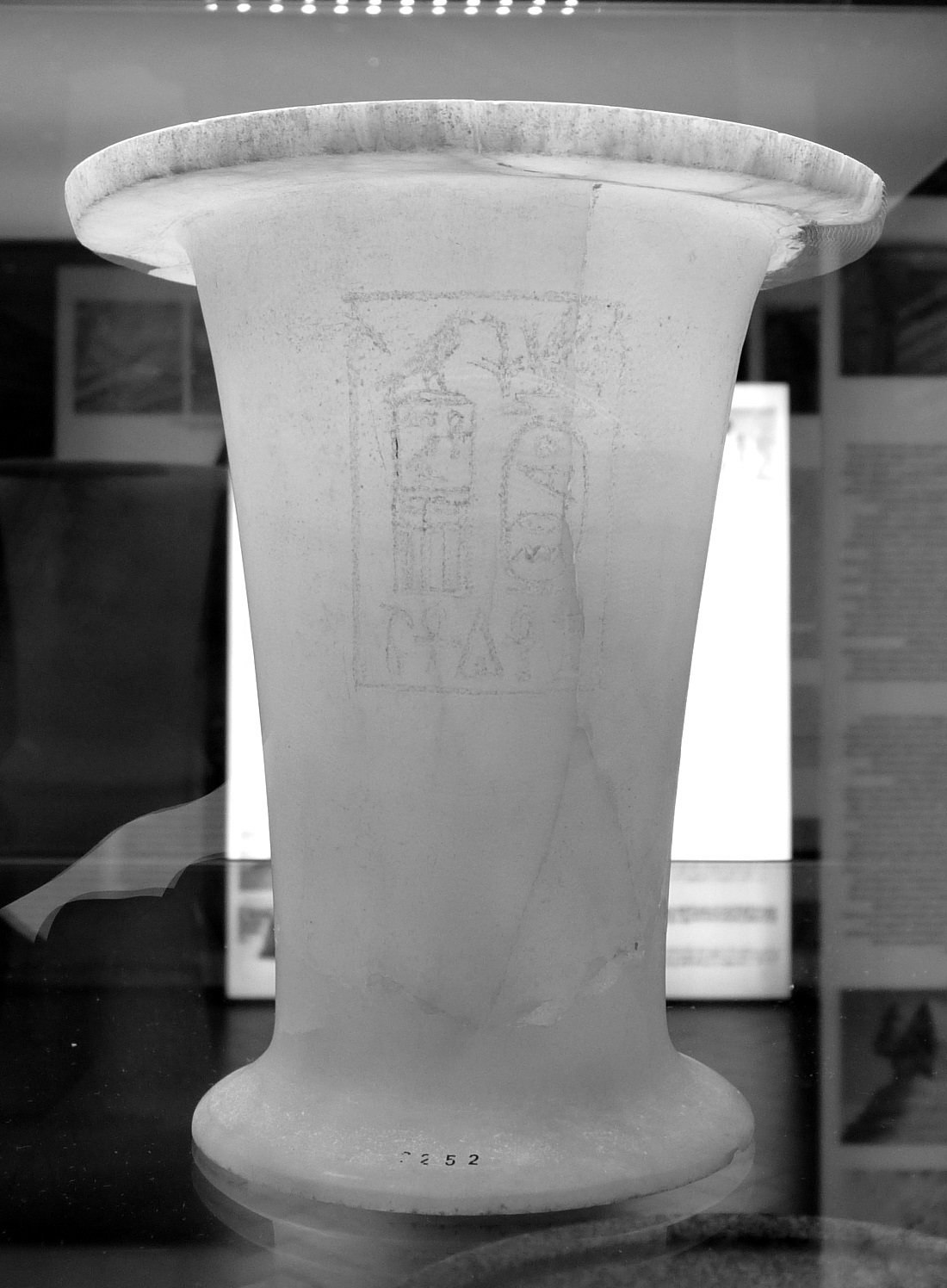
Каменная ваза с хоровым именем Анх-хау и тронным именем Меренра. Алебастр (кальцит). Происхождение неизвестно. Национальный археологический музей, Флоренция, Инв. № 3252

Саркофаг Меренра из чёрного гранита — тот самый, названный «Ларь живущего», который Уна привёз из каменоломни Ибхат, о чём и рассказал в своей биографической надписи, — был обнаружен возле западной стены погребальной камеры. Он находится в хорошем состоянии с неповреждённой крышкой, отодвинутой в сторону. Ниша для каноп была вмонтирована в пол.

### Постройки вокруг пирамиды
Сейчас пирамида настолько разрушена, что план заупокойного храма, мощёной восходящей дороги и нижнего храма долины неизвестен. Джон Перринг изучал пирамиду Меренра в 30-х годах XIX века и написал в своих отчётах об облицовочных блоках из белого известняка, упомянул развалины ограждающей стены из глинобитного кирпича и 250 метров мощёной дороги. Эта дорога, ведущая от нижнего храма к верхнему заупокойному храму у восточной стороны пирамиды, шла наискосок. Такая планировка дороги объяснялась необходимостью разминуться с погребальным ансамблем Джедкара Исеси, находившимся к западу от пирамиды Меренра. Позже всё это было занесено песком.
Последние десятилетия Французская археологическая миссия в Саккаре продолжает изучение комплекса Меренра; ею было обнаружено известняковое мощение из заупокойного храма, а также фрагментарные рельефы и следы стола для жертвоприношений. Предполагается, что храм не был достроен до конца на момент захоронения царя, поскольку некоторые рельефы были не вырезаны, а только набросаны. Создаётся впечатление, что из-за ранней смерти царя все постройки остались недоделанными, а нижний храм, вполне возможно, даже и не начат, так как от него не осталось вообще никаких следов. Однако территория комплекса остаётся пока не полностью изученной. На сегодняшний день пирамида Меренра закрыта для посетителей и до неё сложно добраться.
Имя Меренра I было обнаружено в каменоломнях Вади-Хаммамата и в алебастровых карьерах Хатнуба, указывающее на довольно значительную строительную деятельность этого фараона.

### Мумия

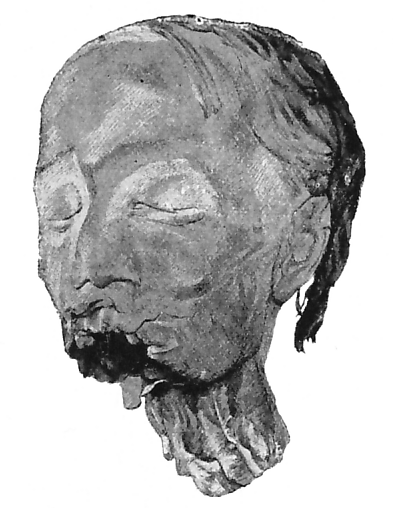
Мумия найденная в пирамиде Меренра I

В 1881 году археологическая экспедиция под руководством Гастона Масперо, работающая над расчисткой погребальной камеры пирамиды Меренра I, обнаружила там мумию, которую руководитель экспедиции идентифицировал, как принадлежащую фараону Меренра I. Если эта идентификация правильна, то эта мумия представляют собой древнейшую из, обнаруженных практически целой, царских мумий. Мумия была извлечена из пирамиды и отправлена в Египетский музей в Каире. Однако при транспортировке мумия развалилась на две части.
Однако, Г. Эллиот-Смит, австралийский анатом, который в начале XX века отвечал за исследование царских мумий, полагал, что эта мумия была намного более позднего времени, вероятно, периода XVIII династии. Довольно хорошая сохранность мумии и способ, которым она была забальзамирована, кажется, не позволяют сделать предположение, что эти останки могут принадлежать человеку конца Древнего царства. Важная часть проблемы заключается в том, что неизвестно настоящее местонахождение мумии, лишая тем самым, возможности исследовать её с помощью более современных технологий и оборудования, чем это было возможно в конце XIX или начале XX столетия. Останки мумии находились ещё перед Второй мировой войной в Берлинском музее, где значились под инвентарным номером 8059, но при эвакуации музея бесследно исчезли.
На момент обнаружения мумия была довольно хорошей сохранности. Её нижняя челюсть пропала без вести, ровно как и некоторые из верхних передних зубов. Грудь мумии была разворочена грабителями захоронения, которые искали ценные вещи. Руки мумии вытянуты вдоль тела, а ноги были вывернуты носками вовнутрь. Однако, не ясно было это физическим уродством, которым человек страдал при жизни, или так ноги расположили по неизвестной причине бальзамировщики, или мумия была положена на такой манер её исследователями, для того чтобы сфотографировать.
| VI династия             |                                                                        |                    |
| Предшественник: Пиопи I | фараон Египта ок. 2285 — 2279 до н. э. (правил приблизительно 5—7 лет) | Преемник: Пиопи II |